# Histoire de la production hydroélectrique
L'Histoire de la production hydroélectrique dans le monde a débuté dans le dernier quart du XIXe siècle avec les premières centrales hydroélectriques dans les Alpes et s'est accélérée au siècle suivant grâce au progrès dans les technologies de l'interconnexion électrique et de la conduite forcée. La découverte de nombreux ferro-alliages utilisables dans l'industrie et réalisables au moyen du four à arc électrique, tout comme celle de l'électrolyse, vont augmenter la demande de création de centrales électriques très puissantes et celles-ci se sont multipliées dans les Alpes au cours des années.

## Histoire

### Les pionniers

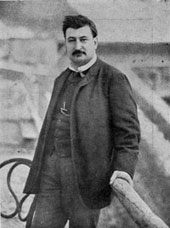
Portrait d’Aristide Bergès (1833-1904).

Les premiers barrages sont créés pour des besoins de stockage de l'eau, sans turbine électrique. C'est le cas en France du barrage Zola, terminé en 1854 et conçu contre l'épidémie de choléra de 1832-1835. Par ailleurs, les chutes d'eau sont équipées dans un premier temps pour les besoins de la papeterie, en raison de la présence toute proche d'une ressource forestière sur des pentes montagneuses impossibles à utiliser pour l'élevage ou l'agriculture. Les turbines centrifuges françaises ont révolutionné la production d'énergie mécanique pour la papeterie à partir de 1830. Bénéficiant du travail de recherche d'inventeurs comme Benoît Fourneyron, que l'Académie des sciences couronne en 1834. Ses turbines perfectionnées lui valent une médaille d'honneur à l'Exposition universelle de 1855. Elles sont vendues en Europe et à l'international, de la Russie au Mexique. 
Cette technologie assez simple est remplacée dans la deuxième moitié du XIXe siècle par la turbine centripète conçue par l'américain Francis en 1840. L'électricité en Europe est cependant produite le plus souvent par des petites centrales à charbon. En 1869, l'ingénieur Aristide Bergès utilise l'énergie hydraulique sur une chute de deux cents mètres à Lancey pour faire tourner ses défibreurs, râpant le bois afin d'en faire de la pâte à papier. Puis la turbine Pelton est conçue en 1880 pour les hautes chutes, mais leur utilisation pour produire de l'électricité est encore très rare. Les premiers aménagements hydroélectriques se firent en combinant des barrages de prise de faible hauteur et des chutes plus ou moins importantes. En 1882, Aristide Bergès, qui vient de parler avec un esprit visionnaire de « houille blanche » en 1878 à Grenoble, met en place une conduite forcée de 500 mètres de dénivelée et adjoint une dynamo Gramme à ses turbines pour produire du courant électrique et éclairer son usine, puis alimenter la papeterie qu'il a adjointe à sa râperie de bois. 
En 1883, l'ingénieur italien Lorenzo Vanossi conçoit et installe à Chiavenna le premier générateur électrique de la province de Sondrio actionné par la force hydraulique, mais il faudra attendre en 1898 pour la première grande centrale hydroélectrique italienne de grande taille, Paderno, construite sur l'Adda par Edison, société issue en 1884 du Comité de Giuseppe Colombo, qui avait créé en 1883 à Milan la première centrale thermique, pour l'éclairage de ville.
L'ingénieur français Aristide Bergès reparle de « houille blanche » à la foire de Lyon en 1887 et lors de l'Exposition universelle de Paris de 1889. L'Europe n'est pas la seule concernée. Les chutes du Niagara ont suscité très tôt des projets importants d'équipements hydroélectriques, au Canada comme aux États-Unis. L'Inde fut un des pays pionniers des équipements hydroélectriques. Les centrales de Darjeeling et de Shimsha (Shivanasamudra) furent mises en service en 1898 et 1902 respectivement, parmi les premières en Asie.

### Les nouvelles technologies et les nouveaux débouchés

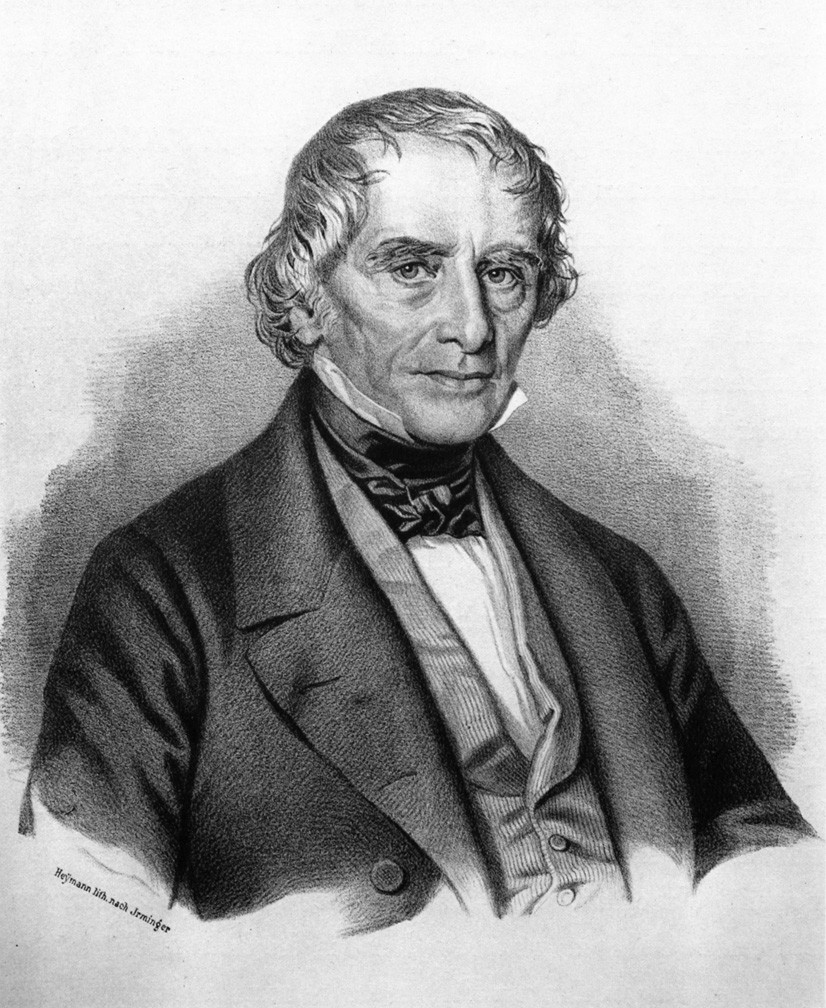
Hans Caspar Escher, architecte et homme politique de Zurich, un des fondateurs de Escher Wyss.

Quand en 1886, l'électrolyse du chimiste Paul Héroult révolutionne la production d'aluminium, les américains réagissent très vite en fondant deux ans plus tard, la Pittsburgh Reduction Company, qui deviendra Alcoa en 1929. Dans les deux pays, on recherche des sources d'électrité plus puissantes. Au même moment, en 1887, un industriel suisse, Paul Girod dépose son premier brevet de four à arc électrique, les nouveaux débouchés ne sont pas encore complètement identifiés, mais ils progressent très vite. 
Une dizaine d'années plus tard, il met au point divers alliages nouveaux: ferro-tungstène, ferro-molybolène, ferro-uranium, ferro-tantale, ferro-bore et passe même à la fabrication industrielle du ferrochrome et du ferromanganèse. Le four à arc électrique nécessite de disposer rapidement d'une très grande puissance électrique et les chutes d'eau sont plus appropriées que les centrales à charbon. En Norvège, vingt ans plus tard, c'est le procédé Birkeland-Eyde qui permet de fixer l'azote atmosphérique à l'aide d'arcs électriques, afin de générer de l'oxyde nitrique (NO) servant à son tour à fabriquer des engrais azotés synthétiques. Son inventeur Samuel Eyde fonde Norsk Hydro. Les besoins industriels en électricité, de plus en plus intenses et variés, amènent à penser l'approvisionnement des centrales hydroélectriques sous forme de ressource durable et donc à créer des lacs de barrage, puis à alimenter ces lacs par tout un réseau de torrents détournés et captés. Grâce à des matériaux de plus en plus performants, les conduites forcées augmentent en puissance. Ainsi à partir de 1900, le fer rivé est remplacé par l’acier rivé puis, à partir de 1910, la soudure au gaz à l’eau remplace le rivetage. 

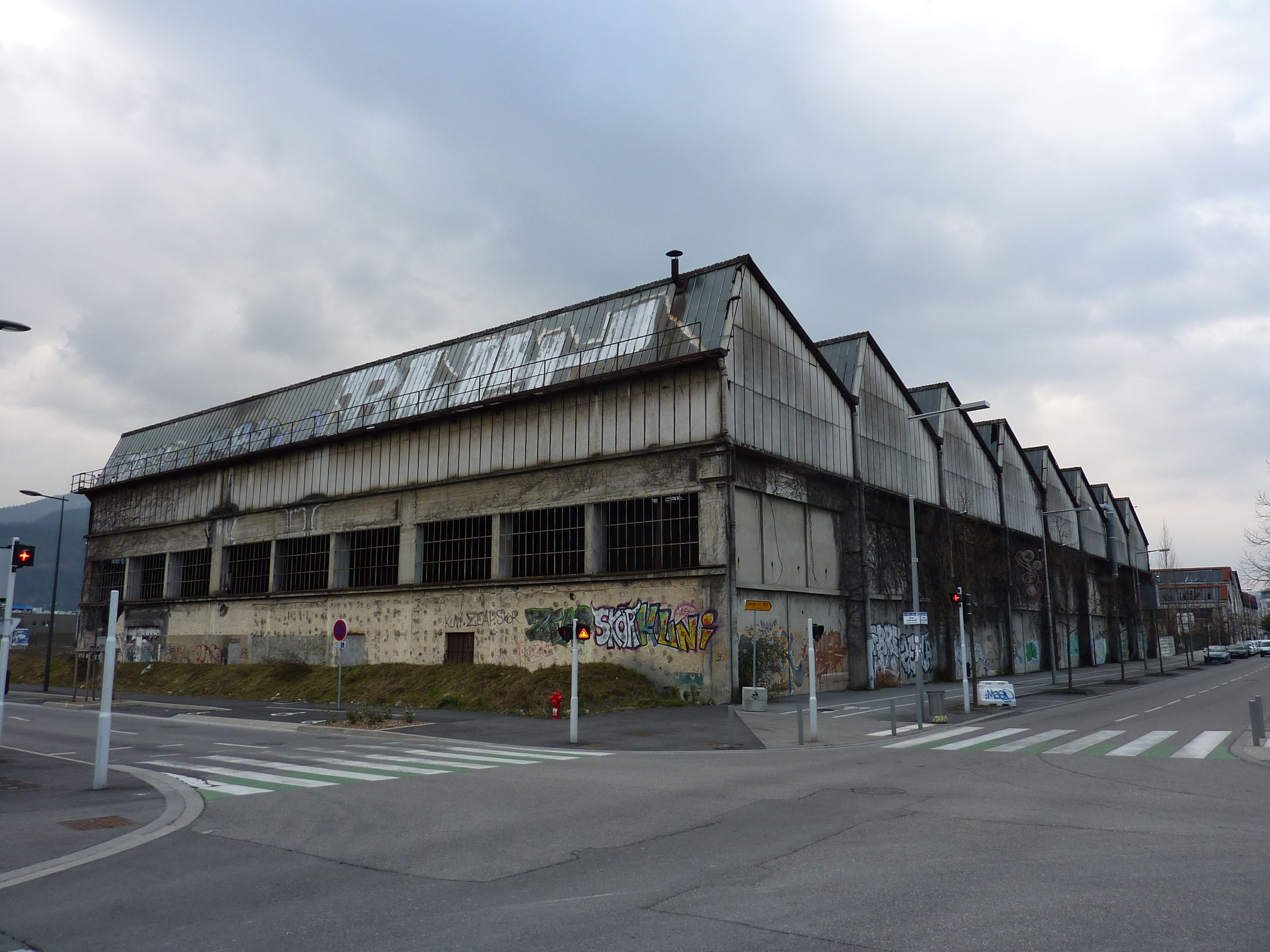
Ancienne usine Neyrpic à Saint-Martin-d'Hères en mars 2013.

En 1916, les Etablissements Bouchayer Viallet ont déjà construit plus de 200 conduites mais seules quelques-unes dépassant une hauteur de chute de 500 mètres, hauteur que  les nouvelles conduites vont régulièrement dépasser, avec un premier brevet dénommé «  Rivure Ferrand » destiné à limiter l’épaisseur des parois. Dans les années 1930 on passe à la soudure à l’arc électrique, pour utiliser des aciers plus performants, à l’aide d’électrodes enrobées. 

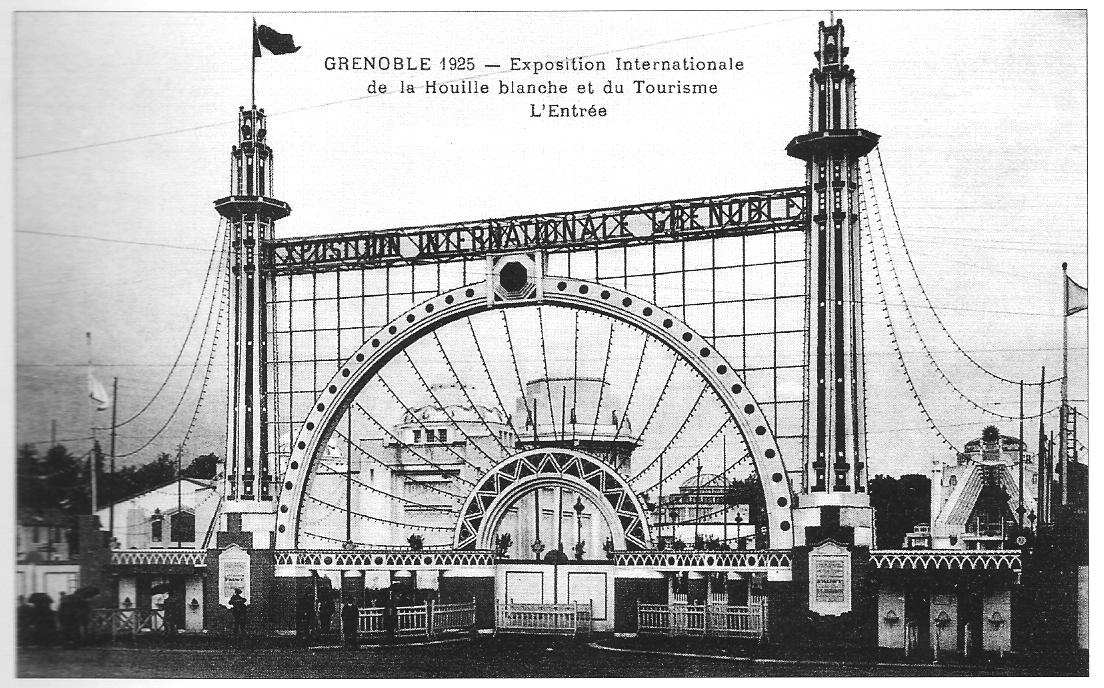
Entrée monumentale de l'exposition de 1925

Autre entreprise grenobloise de fabrication de grands équipements hydrauliques, Neyrpic associe des technologies françaises et suisses. Sur les 800.000 chevaux vapeur installés en France avant 1914, 300.000 viennent de firmes étrangères, et pour une écrasante majorité de cinq firmes suisses, parmi lesquelles Escher Wyss, Théodore Bell, Piccard Pictet les Ateliers de Vévey et celle fondée par Johann Jakob Rieter. À elle seule, Escher-Wyss a vendu en France des équipements, pour une force cumulée de 253 000 chevaux vapeur. En 1917, sous l'impulsion des pouvoirs publics, Piccard Pictet créé une filiale commune, pour les transferts de technologie, avec la firme grenobloise Neyret-Beliet, fondée par André Neyret et Casimir Brenier. Dès 1925, la future Neyrpic avait équipé les deux-tiers de la puissance électrique installée depuis 1919, profitant d'un taux de change défavorable à ses rivaux suisses. Sur les 3 millions de  chevaux vapeur installés en France de 1919 à 1936,  près de la moitié le fut grâce aux accords de licence avec de nombreux autres partenaires étrangers, dont une partie grâce au Plan Dawes de 1924, prévoyant que l'Allemagne paie aussi des réparations en nature. Neyrpic  emploie un effectif de 1200 personnes à l’aube de la Seconde Guerre mondiale. Elle s'affirma après 1945 comme le leader mondial de l'équipement hydroélectrique, employant plus de 5 000 personnes au début des années 1960.
En 1937, les cinq plus gros producteurs d'hydroélectricité sont les États-Unis (27,5 TWh), le Canada (16 TWh), l'Italie (10,25 TWh), la France (6 TWh), et la Suisse (5 TWh).

### Les grands barrages américains et canadiens de l'après-guerre

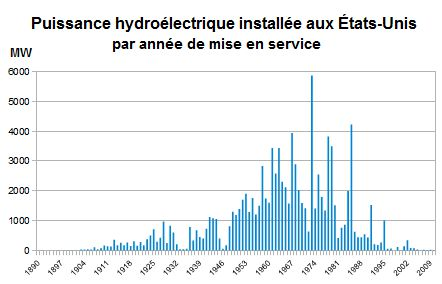
Puissance hydroélectrique installée aux États-Unis chaque année de 1890 à 2012
source données : U.S. Energy Information Administration

Les États-Unis connaissent après la Seconde Guerre mondiale un boom de la production hydroélectrique: elle passe de 100,9 térawatts-heures en 1950 à 149,4 en 1970, soit une progression de 50 % en une décennie, à laquelle s'ajoute une progression de 67 % lors de la décennie suivante, celle des années 1960, qui se terminent par une production de 251 térawatts-heures en 1970, niveau auquel le pays est revenu en 2010, quarante ans après. Entre-temps, l'équipement du pays a connu des hauts et des bas, avec d'excellentes années et d'autres beaucoup plus médiocres, le choc pétrolier de 1974 et celui de 1980 ayant remis au goût du jour d'autres sources d'énergie.
La Nationalisation de l'électricité au Québec par la création de la société d'État Hydro-Québec en 1944 entraîne une diminution des tarifs électriques, qui fait quintupler la quantité moyenne d'électricité utilisée par les ménages montréalais entre 1944 et 1960, tandis que le nombre d'employés passe de 1 400 à 3 500 entre 1944 et 1960. Une seconde vague de nationalisation québécoise débouche sur la construction de la Centrale de Churchill Falls et de l'Aménagement Robert-Bourassa, les deux plus grandes centrales hydroélectriques souterraines au monde. L'Ouest du Canada n'est pas en reste, avec le Traité du fleuve Columbia, signé le 17 janvier 1961, après quinze ans d'études, entre le Canada et les États-Unis pour exploiter et multiplier les barrages dans le bassin versant supérieur du fleuve Columbia: le Canada s'engage à construire le barrage Mica, le barrage Duncan et le barrage Keenleyside (ex-barrage Arrows) — en Colombie-Britannique où coule le fleuve pour prévenir les crues et maximiser la production d'énergie hydroélectrique alimentant le bassin industriel de Seattle, au nord-ouest des États-Unis, qui s'engagent, en retour, à financer une partie des investissements et partager l'énergie produite. Une controverse sur la compétence entre la province de Colombie-Britannique et l'État fédéral canadien retarde de trois ans l'application du Traité.

### L'ère des barrages géants
Le dernier quart du XXe siècle voit la naissance des premières centrales hydroélectriques construites sur des barrages géants dans les pays en forte croissance, parfois à cheval sur deux pays, comme le Paraguay et le Brésil, pour des capacités dépassant largement celle des plus grands barrages produisant de l'électricité en Europe. Souvent, ils sont conçus trop vite. Sous la dictature militaire brésilienne (1964-1985), Eletrobras lance successivement le barrage de Coaracy Nunes, le barrage de Samuel, le barrage de Balbina  et le barrage de Tucuruí, sur une suite d’erreurs techniques: emplacements mal choisis, topographie trop plane, dimensions gigantesques (900 km2 à Samuel et 2 300 km2 à Balbina) causant l'ennoiement de vastes zones forestières, pour un dénivelé et un débit insuffisants à donner une grande puissance aux usines d'aluminium associées ou aux établissements miniers. Le barrage de Santo Antônio produira par exemple 14 fois plus d’électricité que le barrage de Samuel, pour une surface submergée inférieure d’un tiers. L'État brésilien a ensuite tenté d'atténuer les critiques par la création de barrages  «au fil de l’eau», c’est-à-dire sans aucune retenue, ou bien accessibles qu’en bateau ou en hélicoptère, entourés d’une zone de protection où tout déboisement est interdit. Ces erreurs ont aussi donné naissance au MAB (Mouvement national des personnes atteintes par les barrages), coalition nationale des différents groupes locaux et régionaux de résistance, mais sans arrêter le projet de barrage de São Luiz do Tapajós, sur l'un des affluents en rive droite de l'Amazone, qui doit voir le jour à la fin des années 2010.
Cette tendance s'est accélérée au siècle suivant et 9 des 23 plus grands barrages du monde ont été construits en Chine depuis 2008, permettant à l'énergie hydroélectrique d'assurer 11 des 15 plus grandes centrales électriques du monde.

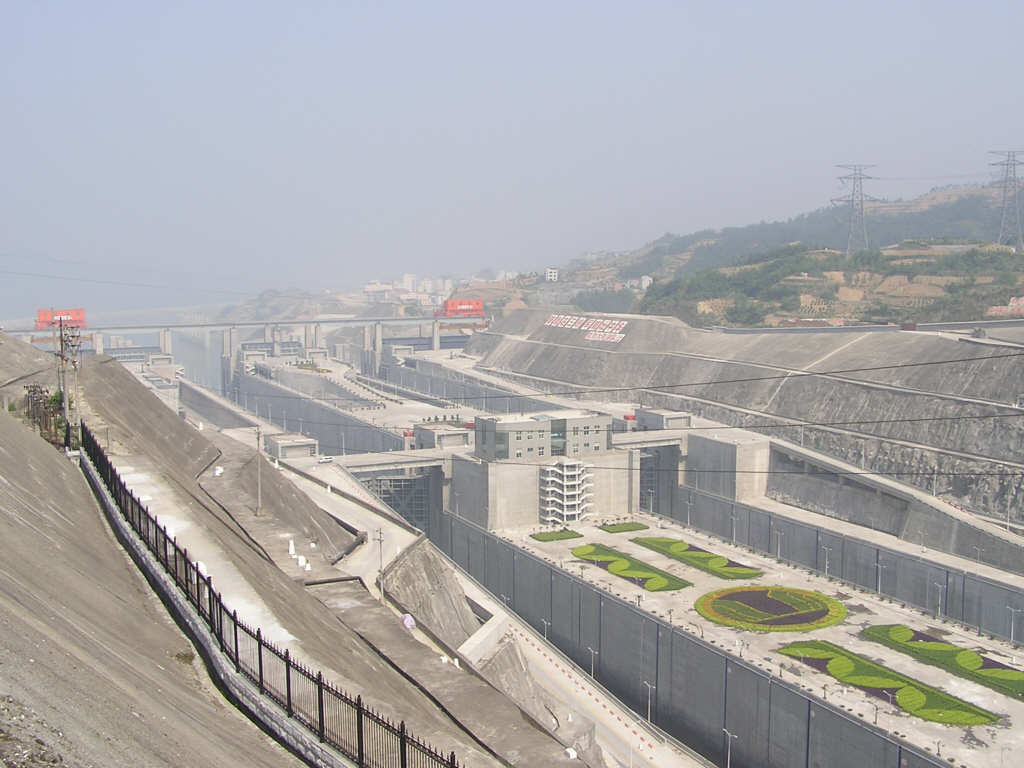
Escalier d'écluses pour le passage du barrage des Trois Gorges par les navires, mai 2004

La plupart des barrages hydroélectriques sont construits au centre et au sud-ouest de la Chine, parmi lesquels le barrage des Trois-Gorges, le plus puissant du monde, ce qui entraîne le déploiement de milliers de kilomètres de lignes de transport à haute tension, sur un axe ouest-est pour les relier aux régions côtières énergivores.
En 2015, l'hydroélectricité en Chine prend de très loin 1er rang mondial, tant en termes de puissance installée (26,4 % du total mondial) que de production (28,3 %), mais elle ne fournit que 20 % de la production d'électricité du pays, qui a connu une très forte croissance industrielle et immobilière. Sur les 30 barrages de plus de 3 000 MW dans le monde, 13 sont en Chine, pays qui veut porter la capacité hydroélectrique à 510 GW en 2050 contre 319 GW fin 2015 et la capacité de pompage-turbinage à 150 GW contre 23,1 GW.
Pour autant, les petites centrales hydroélectriques (PCH), dont la puissance est inférieure à 10 mégawatts, représentaient en 2007 encore environ le tiers du potentiel hydraulique total du pays. Avant les années 1980, il s'agissait surtout de fournir de l’électricité pour l’éclairage dans les zones rurales, qui ont connu de graves pénuries d’électricité, mais aussi la transformation des produits agricoles et l’irrigation. En 1983, afin de dynamiser le développement économique rural  et aider les agriculteurs à augmenter leurs revenus, l’électrification primaire rurale par l’hydraulique a été planifiée dans 600 districts. Par ailleurs, le gouvernement chinois a investi 2,13 milliards d’euros dans le programme engagé en 1988 pour la modernisation des réseaux ruraux.
En 2013, pour 5 des 10 premiers producteurs d'énergie hydrauliques  (Norvège, Brésil, Venezuela, Canada, Suède), dont deux sont scandinaves et deux sont sud-américains, l'hydraulique représente plus de la moitié de leur électricité. Inversement, les États-Unis, qui ont fait partie, avec la France et la Suisse, des pionniers au XIXe siècle puis des pays moteurs dans l'entre-deux guerres, ne consomment plus qu'un vingtième d'énergie hydraulique, malgré le potentiel des Montagnes Rocheuses. Chine, Canada et Brésil sont les 3 plus gros producteurs d'hydroélectricité, et le Canada et la Norvège les plus gros producteurs par habitant

## Chronologie

### XIXesiècle
- 1853 : création de la Niagara Falls Hydraulic Power and Mining Company.
- 1854 : inauguration du Barrage Zola, conçu contre l'épidémie de choléra de 1832-1835.
- 1863-1866 : à Schaffhouse, la centrale hydraulique sur le Rhin rénovée par l’entreprise de Johann Jakob Rieter.
- 1869 : Aristide Bergès équipe en France une des premières chutes d’eau de grande hauteur (200 m) pour alimenter une turbine.
- 1871 : création de la Centrale hydraulique de la Jonction de Valserine, sous forme de télémécannique.
- 1872 : barrage de la Maigrauge pour alimenter en eau Fribourg, le premier en béton d'Europe[16], sur le projet d'un ingénieur d'origine alsacienne Guillaume Ritter, qui y fait construire des turbines électriques, en 1891.
- 1878 : Aristide Bergès parle de « houille blanche » à Grenoble, puis à la foire de Lyon en 1887 et lors de l'Exposition universelle de Paris de 1889.
- 1880 : 16 lampes à arc pour l'éclairage public allumées à partir d'une turbine à eau à l'usine Wolverine Chair Factory à Grand Rapids, Michigan[17].
- 1881 : Jacob Schoellkopf produit du courant continu afin d'éclairer les deux côtés des chutes et le village voisin, Niagara Falls.
- 1882 : 
  - 30 septembre : première centrale hydroélectrique des États-Unis inaugurée sur la Fox River près d'Appleton (Wisconsin), pour alimenter des moulins à papier[18].
  - Première centrale hydroélectrique suisse (deux turbines de 20 chevaux) à Couvaloup, pour alimenter en éclairage l'hôpital cantonal de Lausanne[19].
  - Thomas Edison déploie la première centrale hydroélectrique aux États-Unis, utilisant des dynamos pour éclairer 85 maisons avec une capacité de 1 200 lampes.
- février 1884 : la Centrale hydraulique de la Jonction de Valserine livre de l'énergie électrique en continu avec des turbines et non plus par télémécanique.
- 1886 : 
  - d'immenses conduits souterrains construits près des Chutes du Niagara, menant à des turbines de 75 MW, pouvant fournir en électricité une ville comme Buffalo à 32 km.
  - l'électrolyse du chimiste Paul Héroult révolutionne la production d'aluminium.
- 1887 : Paul Girod dépose son premier brevet de Four à arc électrique.
- 1888 : fondation de la Pittsburgh Reduction Company[4], qui deviendra Alcoa en 1929.
- 1892 : Paul Héroult installe une usine près de Modane.
- 1895 : 
  - fondation de la Société des forces Motrices et Usines de l'Arve, rapidement 1re puissance hydroélectrique des Alpes.
- l’État norvégien a achète la chute de Paulenfoss[20] pour fournir de l’électricité au réseau ferroviaire.
- 1897 : 
  - la CPCA, futur Péchiney, installe une usine d'aluminium à Saint-Jean-de-Maurienne.
  - février 1897 : le barrage de Vierfontein, plus ancien ouvrage hydro-électrique sud-africain, est achevé, pour alimenter en énergie les mines d’or et approvisionner en eau Johannesburg.
- 1898 : 
  - La centrale hydrolélectrique de Darjeeling est mise en service en Inde[3].
  - Fondation de la Shawinigan Water and Power Company.
- 1899 : Paul Girod met au point divers alliages nouveaux : ferro-tungstène, ferro-molybolène, ferro-uranium, ferro-tantale, ferro-bore et passe même à la fabrication industrielle du ferrochrome et du ferromanganèse.
- 1900 : 
  - Paul Girod produit 4 MW, soit la 2e puissance hydroélectrique des Alpes.
  - Première percée sous le réservoir naturel du lac de la Girotte par Paul Girod (industriel).

### XXesiècle
- 28 mars 1901 : la Montreal Light, Heat and Power Company constituée par la fusion de la Royal Electric Company et ses filiales avec la Montreal Gas Company.
- 1902 : La centrale hydrolélectrique de Shimsha (Shivanasamudra) est mise en service en Inde[3].
- 2 décembre 1905 : Samuel Eyde fonde Norsk Hydro, pour une nouvelle technologie pour produire des engrais artificiels et bâtit sa première centrale hydraulique à Notodden.
- loi du 15 juin 1906 française, veillant à la modération des tarifs, la France compte déjà 762 usines hydro-électriques.
- 1906: ouverture de la Centrale hydroélectrique de Tyssedal en Norvège.
- 1906-1907 : Paul Girod réussit la première fabrication des ferro-alliages complexes : silico-aluminium, silico-calcium, silicomanganèse.
- 1907 : 
  - Panique bancaire américaine de 1907, le prix du kilo d'aluminium tombe à 1,60 franc contre 19 francs en 1890. On l'utilise à la place du cuivre sur les toutes premières lignes à haute tension.
  - nationalisation de l'électricité en Ontario par Adam Beck, qui créé un réseau public de transport de l'électricité.
- 1909 : demande de concession par la Société pour la Régularisation de la Durance, en vue de créer un barrage. Ivan Wilhem propose un barrage-poids au lieu-dit Serre-Ponçon mais sans succès[21].
- 1910 : 
  - la soudure au gaz à l’eau remplace le rivetage dans la technologie de Conduite forcée.
  - ouverture de la Centrale hydroélectrique d'Olidan par Vattenfall.
- Décembre 1911 : Adrien Badin, patron de la CPCA, fonde  le groupement commercial, "L'Aluminium français".
- Première Guerre mondiale (1914-1918) : la puissance hydroélectrique française progresse de 80 % passant de 475 MW en 1914 à 852 MW en 1919.
- 1916 : 
  - Alcoa achète 700 acres à North Maryville, sur la rivière Tennessee.
  - Ugitech emploie 3 800 personnes.
- 1917 : 
  - Début de la construction de la Centrale hydroélectrique de Sima pour l'aluminium en Norvège.
- 1919 :
  - La loi sur l'eau du 16 octobre 1919 dont le texte commence par : "Nul ne peut disposer de l’énergie des marées, des lacs et des cours d’eau, quel que soit leur classement, sans une concession ou une autorisation de l’État".
  - Le barrage des Sept-Laux en Isère est équipé par la société Bouchayer-Viallet d’une conduite de 850 cm de diamètre, de 3 800 m de long sur une hauteur de chute de 1 050 m produisant une puissance de 47 200 CV.
- 1920 : Ugitech a la première puissance hydroélectrique de France, avec 12 centrales.
- 1921 : quasi-faillite de Paul Girod. Sa ligne Ugine-Lyon à 55 000 volts, partagée avec la SGFL, est rendue obsolète par une nouvelle technologie à 170 000 volts.
- 1922 : grande fusion donnant naissance à la Société d’électrochimie, d'électrométallurgie et des aciéries électriques d'Ugine.
- 1923 : seconde percée sous le réservoir naturel du lac de la Girotte, à 80 mètres sous la surface de l'eau, capacité portée à 30 millions de mètres cubes en 1925.
- 1925 : 
  - René Marie Victor Perrin invente le Procédé Ugine-Perrin, qui dope la production de ferro-alliages.
  - Georges Ferrand invente les conduites auto-frettées, progrès la technologie de Conduite forcée.
  - Une galerie souterraine de 4,6 kilomètres relie les sources du Bon-Nant, au plan du Bonhomme (1 910 mètres), convoyant 10 millions de mètres cubes d'eau vers le barrage de la Girotte.
  - L'installation de pompage-turbinage de Belleville, juste sous le lac, la première en France de Pompe centrifuge.
- 1926 : L'hydroélectricité française collecte 800 millions de francs, par 30 créations d'entreprises 79 augmentations de capital. Entre 1927 et 1930, on en compte en moyenne quatre fois plus qu'entre 1921 et 1926.
- Fin des années 1920 : barrage du Chambon (1928), Barrage de Vezins (1929) et Barrage de Bissorte (1931).
- Années 1930 : la soudure à l'arc électrique s'impose dans la technologie de Conduite forcée.
- début 1931 : le consortium appelé Six Companies, Inc. entame la construction du barrage Hoover sur le Colorado et la termine en 1936. Sa construction impliqua des milliers d'ouvriers dans des conditions difficiles qui causèrent la mort de 111 d'entre eux.
- 1933 : 
  - Le président Franklin Delano Roosevelt, dans le cadre du New Deal, créé la Tennessee Valley Authority.
  - Franklin Delano Roosevelt signe une loi qui a permis la construction des barrages de Bonneville et de Grand Coulee comme des projets majeurs de travaux publics, sur le fleuve Columbia, qui possède à lui seul un tiers du potentiel hydroélectrique des États-Unis[22].
- 1935 : Les "décrets Laval" imposent une baisse des prix de l'électricité, pour stimuler la demande.
- 14 avril 1944 : l'Assemblée législative du Québec nationalise Hydro-Québec.
- 1945 : 
  - Nationalisation du secteur électrique, en France.
  - La Tennessee Valley Authority est le premier producteur d'électricité des États-Unis.
- 1948 : les inondations poussent le Congrès américain à passer le Flood Control Act de  1950, autorisant le gouvernement fédéral à construire des barrages supplémentaires.
- 1951: ouverture de Harsprånget, plus grande centrale suédoise, dont les travaux lancés en 1919 avaient été interrompus en 1922.
- 1953: EDF ouvre le Barrage du Chevril (230 millions de m3).
- de 1945 à 1960 : 120 grands barrages construits en France, dont 58 barrages voûtes.
- 1958 : Mao Zedong fait relancer le projet du Barrage des Trois-Gorges après de nouvelles crues meurtrières comme celle de 1954 qui fit 30000 morts et 19 millions de sans-abris.
- 1958 : Vattenfall ouvre Stornorrfors.
- années 1960 : Ontario Hydro met en service ses premières lignes à haute tension à 500 kV.
- 1960: EDF ouvre le Barrage de Roselend (180 millions de m3).
- 1961 : 
  - ouverture en Suisse du barrage de la Grande-Dixence plus haut barrage poids du monde, et le plus massif d'Europe.
  - EDF ouvre le barrage créant le Lac de Serre-Ponçon(1270 millions de m3).
- septembre 1962 : élections générales anticipées soumettant aux électeurs la seconde Nationalisation de l'électricité au Québec.
- 30 avril 1963: Jean Lesage annonce à l'Assemblée nationale du Québec qu'il est prêt à acheter toute la production de la future Centrale de Churchill Falls, la plus grande souterraine au monde.
- 22 juillet 1966 : accord d’Iguaçu, signé par les ministres paragayens et brésilien pour construire le Barrage d'Itaipu. Les travaux commencent en février 1971.
- 29 avril 1971: Robert Bourassa annonce la construction de l'Aménagement Robert-Bourassa qui représentera 20 % de la puissance d'Hydro-Québec.
- 1978 : 
  - Ouverture du Barrage de Guri, au Vénézuela.
  - Ouverture du Barrage de Saïano-Chouchensk sur la Ienisseï près de Saïanogorsk, avec la centrale hydroélectrique la plus puissante de Russie, la neuvième centrale la plus puissante au monde.
- 1984 : ouverture du Barrage d'Itaipu, qui deviendra le premier plus grand barrage du monde.Environ 10 000 familles ont été déplacées. En tout, il a causé le déplacement de 42 444 personnes dont 38 440 travaillaient la terre, vivaient de l'agriculture locale.

### XXIesiècle
- 2005 : la construction du Barrage de Xiluodu a démarré, le Yangzi Jiang sera détourné pour sa construction à partir de 2007.
- 2008 : ouverture du Barrage des Trois-Gorges, plus grand barrage du monde.
- Septembre 2013 : ouverture du Barrage de Xiluodu, le troisième plus grand barrage du monde. Avec une hauteur de 278 mètres[23], c'est également l'un des plus hauts barrages au monde. Le projet a nécessité le déplacement de 180 000 personnes.